# Río Espolón
El río Espolón es un curso natural de agua que nace en la cordillera de los Andes cerca de la frontera internacional de la Región de Los Lagos, atraviesa el lago Espolón para desembocar en la orilla derecha del río Futaleufú al suroeste de la ciudad de Futaleufú.

## Trayecto
El río Espolón es el principal afluente en Chile del río Futaleufú, en el que descarga sus aguas unos 8 km pasada la frontera.

## Caudal y régimen
El río Espolón tiene una estación fluviométrica en el desagüe del lago Espolón desde el año 2001, (código 10-35 35 10701002-5 UTM este 261.218 , norte 5.211.373 380): 76 

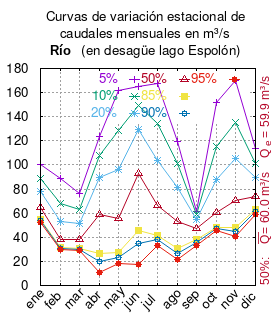
Curvas de variación estacional del río Espolón a la salida del lago Espolón.

El caudal del río (en un lugar fijo) varía en el tiempo, por lo que existen varias formas de representarlo. Una de ellas son las curvas de variación estacional que, tras largos periodos de mediciones, predicen estadísticamente el caudal mínimo que lleva el río con una probabilidad dada, llamada probabilidad de excedencia. La curva de color rojo ocre (con {\displaystyle {\color {Red}\vartriangle }}) muestra los caudales mensuales con probabilidad de excedencia de un 50%. Esto quiere decir que ese mes se han medido igual cantidad de caudales mayores que caudales menores a esa cantidad. Eso es la mediana (estadística), que se denota Qe, de la serie de caudales de ese mes. La media (estadística) es el promedio matemático de los caudales de ese mes y se denota {\displaystyle {\overline {Q}}}. 
Una vez calculados para cada mes, ambos valores son calculados para todo el año y pueden ser leídos en la columna vertical al lado derecho del diagrama. El significado de la probabilidad de excedencia del 5% es que, estadísticamente, el caudal es mayor solo una vez cada 20 años, el de 10% una vez cada 10 años, el de 20% una vez cada 5 años, el de 85% quince veces cada 16 años y la de 95% diecisiete veces cada 18 años. Dicho de otra forma, el 5% es el caudal de años extremadamente lluviosos, el 95% es el caudal de años extremadamente secos. De la estación de las crecidas puede deducirse si el caudal depende de las lluvias (mayo-julio) o del derretimiento de las nieves (septiembre-enero).